# 잠 (1964년 영화)
잠(Sleep)은 미국에서 제작된 앤디 워홀 감독의 1964년 영화이다. 존 지오노 등이 주연으로 출연하였다.
실험 영화로서 시간은 5시간 20분이며 당시 워홀 감독의 애인 존 지오노의 반복되는 수면 영상으로 구성되어 있다.

## 출연

### 주연
- 존 지오노

## 같이 보기
- 상영 시간순 영화 목록